# Ligne Kanazawa Seaside
La ligne Kanazawa Seaside (金沢シーサイドライン, Kanazawa Shīsaido Rain) est une ligne de métro automatique sur pneus à Yokohama au Japon. Elle relie la gare de Shin-Sugita dans l'arrondissement d'Isogo à la gare de Kanazawa-Hakkei dans l'arrondissement de Kanazawa en longeant la baie de Tokyo. La ligne est exploitée par la compagnie Yokohama Seaside Line et ne fait officiellement pas partie du réseau du métro de Yokohama.

## Historique
La ligne Kanazawa Seaside est une navette de transport desservant un nouveau quartier de la ville de Yokohama. Il s'agit de la première application au Japon d'un métro à moyenne capacité selon une normalisation décidée par le gouvernement japonais en 1983. Sa construction commença en novembre 1984. Prévue pour être mise en service en avril 1987, son inauguration le sera effectivement plus de deux ans plus tard le 5 juillet 1989. La ligne Kanazawa Seaside est le sixième métro sur pneu du Japon.
Le 31 mars 2019, la station de Kanazawa-Hakkei est déplacée de 150 mètres vers l'ouest rallongeant par la même occasion la ligne.

## Caractéristiques

### Ligne
- Longueur de la ligne : 10,8 km
- Écartement : 1 700 mm
- Vitesse maximale : 60 km/h
- Alimentation : 750 Vcc

### Tracé
|  |

### Liste des stations
La ligne comporte 14 stations, toutes aériennes.
| Numéro | Station               | Nom japonais     | Distance (km) | Correspondances        | Arrondissement |
| ------ | --------------------- | ---------------- | ------------- | ---------------------- | -------------- |
| 1      | Shin-Sugita           | 新杉田           | 0             | JR East : Negishi      | Isogo-ku       |
| 2      | Nambu-Shijō           | 南部市場         | 1,3           |                        | Kanazawa-ku    |
| 3      | Torihama              | 鳥浜             | 2,2           |                        | Kanazawa-ku    |
| 4      | Namiki-Kita           | 並木北           | 2,8           |                        | Kanazawa-ku    |
| 5      | Namiki-Chūō           | 並木中央         | 3,5           |                        | Kanazawa-ku    |
| 6      | Sachiura              | 幸浦             | 4,3           |                        | Kanazawa-ku    |
| 7      | Sangyō-Shinkō-Center  | 産業振興センター | 5,0           |                        | Kanazawa-ku    |
| 8      | Fukuura               | 福浦             | 5,6           |                        | Kanazawa-ku    |
| 9      | Shidai-Igakubu        | 市大医学部       | 6,3           |                        | Kanazawa-ku    |
| 10     | Hakkeijima (ja)       | 八景島           | 7,5           |                        | Kanazawa-ku    |
| 11     | Uminokōen-Shibaguchi  | 海の公園柴口     | 8,1           |                        | Kanazawa-ku    |
| 12     | Uminokōen-Minamiguchi | 海の公園南口     | 8,8           |                        | Kanazawa-ku    |
| 13     | Nojimakōen            | 野島公園         | 9,6           |                        | Kanazawa-ku    |
| 14     | Kanazawa-Hakkei       | 金沢八景         | 10,8          | Keikyū : Keikyū, Zushi | Kanazawa-ku    |

## Matériel roulant
Le matériel est un métro pneumatique roulant sur des pistes de béton, construit par les sociétés Mitsubishi et Niigata. Les pneus sont de fabrication française. La flotte est constituée de 17 trains de cinq véhicules de la série 1000. Les dimensions du véhicule sont de 8,4 m en longueur x 2,38 m en largeur x 3,28 m en hauteur. La vitesse maximum est de 60 km/h, la vitesse commerciale de 36 km/h. Chaque train peut embarquer 360 passagers.

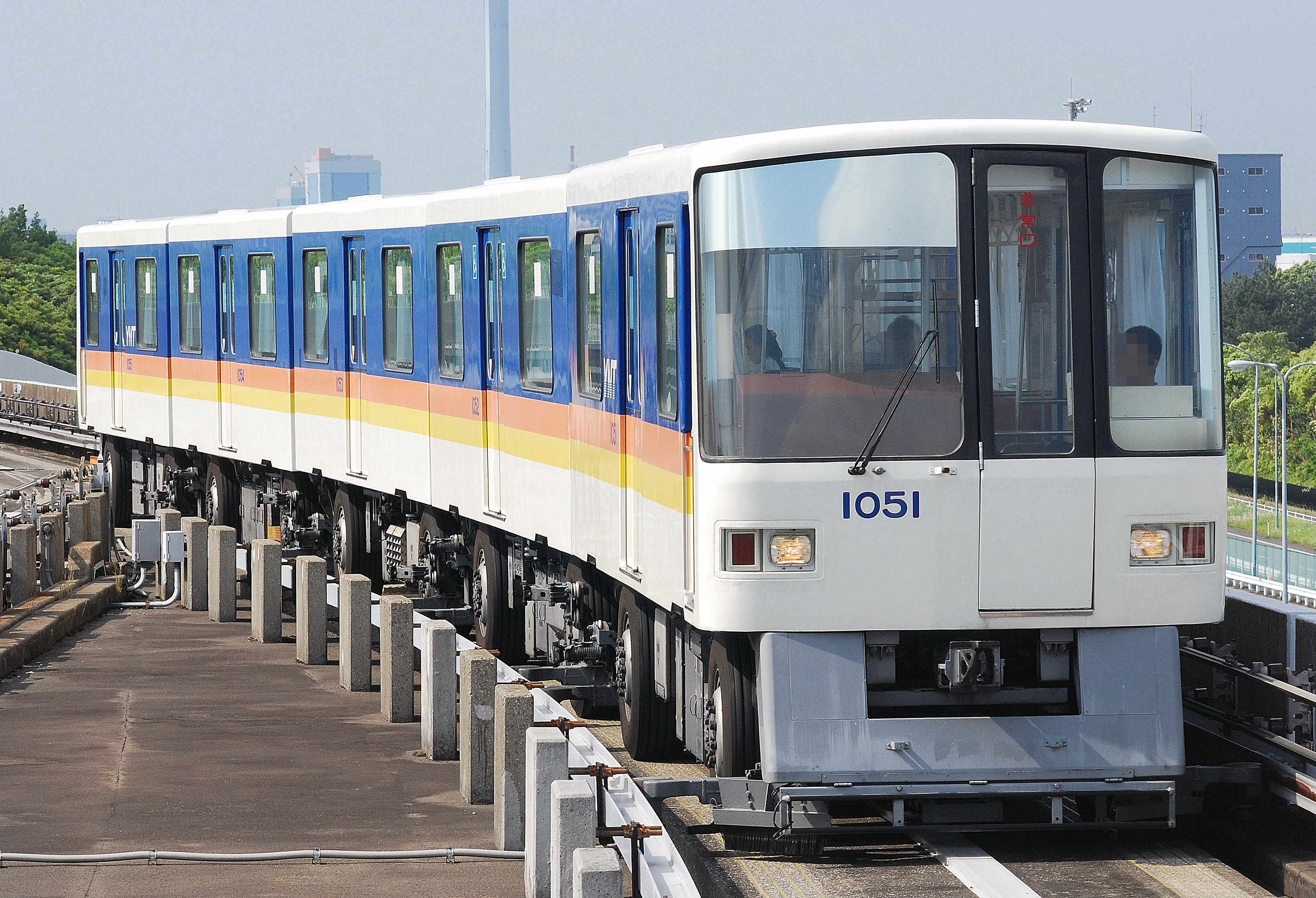
Série 1000
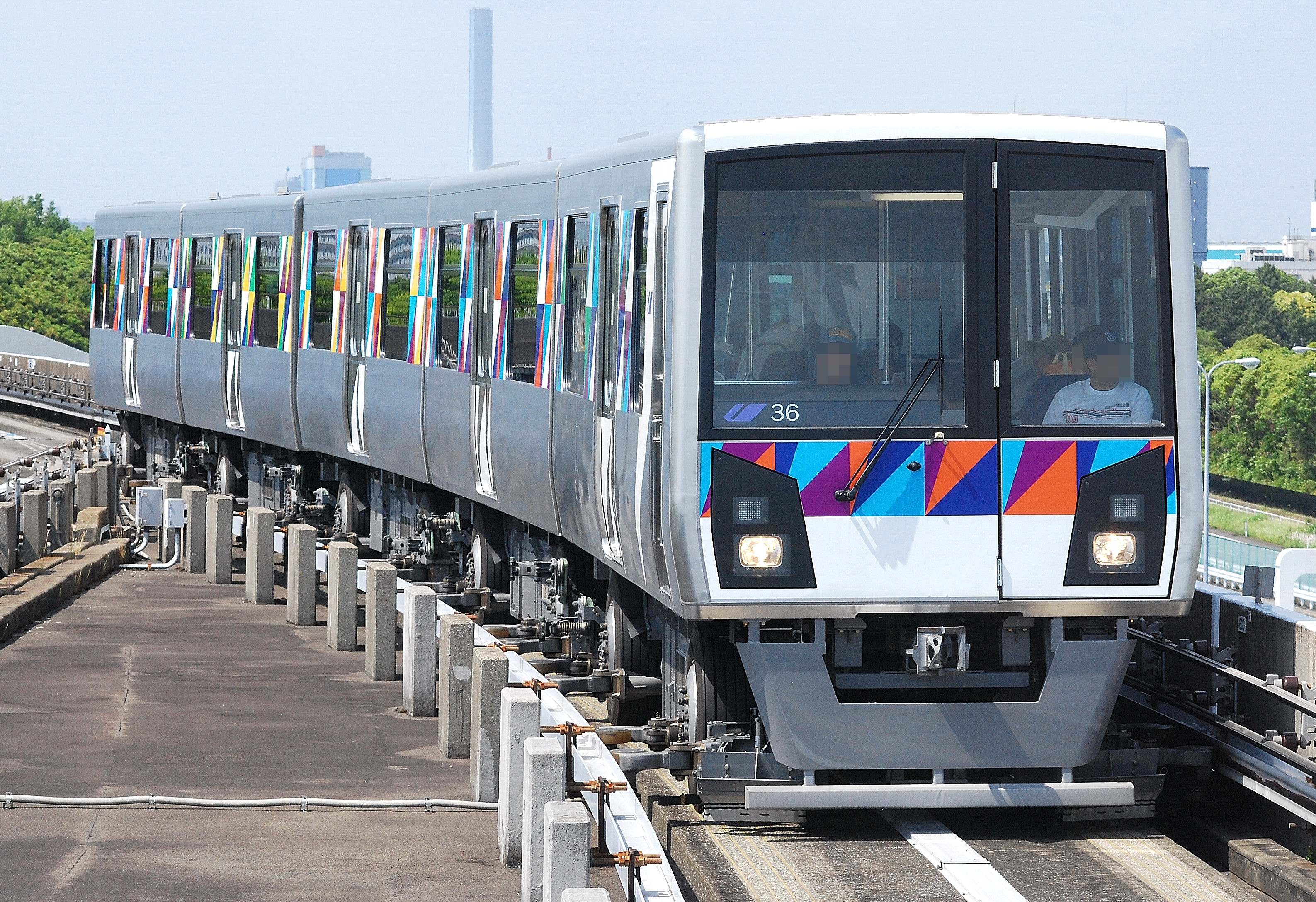
Série 2000

## Exploitation
L'intervalle entre les trains est de trois minutes à cinq aux heures de pointe, de six à dix minutes en heures creuses. Les trains, initialement avec conducteur jusqu'en octobre 1993, sont sans conducteur depuis avril 1994, avec un accompagnant à bord du train. Les trains fonctionnèrent avec ou sans conducteur entre ces deux dates.
Un accident, le premier depuis la mise en service, faisant 14 blessés dont 6 graves, s'est produit le 1er juin 2019, en heurtant en marche arrière le butoir de la ligne,.